# Литьенс, Паул
Паулюс Тарсисиюс Мария (Пауль) Литьенс (нидерл. Paulus Tarcisius Maria (Paul) Litjens, 11 сентября 1947, Лон-оп-Занд, Северный Брабант — 13 декабря 2023) — нидерландский хоккеист (хоккей на траве), нападающий. Участник летних Олимпийских игр 1968 и 1972 годов, чемпион мира 1973 года.

## Биография
Паул Литьенс родился 9 ноября 1947 года в нидерландской деревне Лоп-он-Занд.
Играл в хоккей на траве за «Уден», в котором дебютировал в 12 лет, «Крайен» из Занстада и «Кампонг» из Утрехта. Семь раз подряд становился лучшим снайпером чемпионата Нидерландов.
В 1972 году вошёл в состав сборной Нидерландов по хоккею на траве на летних Олимпийских играх в Мюнхене, занявшей 4-е место. Играл на позиции нападающего, провёл 2 матча, мячей не забивал.
В 1973 году в составе сборной Нидерландов завоевал золотую медаль на чемпионате мира в Амстелвене.
В 1976 году вошёл в состав сборной Нидерландов по хоккею на траве на летних Олимпийских играх в Монреале, занявшей 4-е место. Играл на позиции нападающего, провёл 7 матчей, забил 11 мячей (три в ворота сборной Канады, по два — Индии, Малайзии и Пакистану, по одному — Австралии и Аргентине). Стал лучшим снайпером турнира.
В 1981 году в составе сборной Нидерландов завоевал золотую медаль Трофея чемпионов в Карачи.
Завершил выступления в 35 лет. В течение карьеры провёл за сборную Нидерландов 177 матчей, забил 277 мячей. Это высший результат в международном хоккее после Второй мировой войны.
Литьенс отличался мастерством при розыгрыше штрафных угловых.
По окончании игровой карьеры работал тренером. Входил в правление «Кампонга».